# Parapercis sexfasciata
Parapercis sexfasciata är en fiskart som först beskrevs av Temminck och Schlegel, 1843.  Parapercis sexfasciata ingår i släktet Parapercis och familjen Pinguipedidae. Inga underarter finns listade i Catalogue of Life.